# Над закона
„Над закона“ (на английски: Above the Law), също известен като „Нико: Над закона“ (на английски: Nico: Above the Law) или просто „Нико“ (на английски: Nico) е американски игрален филм (екшън, драма, криминален филм) от 1988 година.
В главната роля участва Стивън Сегал в своя дебютен филм, продуциран и режисиран от Андрю Дейвис, като Сегал също е продуцент.
Този филм възниква след успешен тест на екрана, финансиран от Майкъл Овиц, който води до предлагането на Сегал на договор от Warner Bros.. Филмът е заснет в Чикаго.

## В България
Първият му дублаж е извършен от разпространителя Брайт Айдиас през 1992 г. с превод на Росица Статева.
Излъчва се през 2003 г. по bTV с оригинално аудио на английски език със субтитри на български с превод от Мария Пеева и редакция от Георги Доков.
На 28 юни 2018 г. се излъчва по bTV Action с български дублаж на Медиа Линк. Ролите се озвучават от Василка Сугарева, Петя Абаджиева, Стефан Димитриев, Николай Николов и Иво Райков.